# Denis Farrelly
Denis Farrelly (* 18. September 1912 im County Meath; † 27. Dezember 1974) war ein irischer Politiker der Fine Gael. Von 1961 bis 1969 war er Teachta Dála (Abgeordneter) im Dáil Éireann, dem irischen Unterhaus, und von 1969 bis zu seinem Tod Mitglied des Seanad Éireann, dem Oberhaus des irischen Parlaments.

## Leben
Denis Farrelly war bereits ab 1959 Mitglied des Meath County Council. Er versuchte, bei den Wahlen 1954 im Wahlkreis Meath in den Dáil einzuziehen. Dies gelang aber ebenso wenig wie bei der Nachwahl für den verstorbenen James Griffin. Bei den Wahlen 1961 war er erfolgreich und konnte einen Sitz im Dáil erringen. Diesen verteidigte er bei den Wahlen 1965. Als er seinen Sitz bei den Wahlen zum Dáil Éireann 1969 verlor, wurde er hingegen über die Industrie- und Gewerbeliste in den Seanad Éireann gewählt. Er versuchte auch im Jahre 1973 noch einmal, in den Dáil einzuziehen. Dies misslang und er wurde erneut in den Seanad gewählt. Während seiner Amtszeit verstarb er.